# Ena Pá 2000
Os Ena Pá 2000 são uma banda de rock portuguesa. Formou-se em 1984 e é caracterizada pelo humor nonsense e por vezes pornográfico das suas letras e pela sua presença em palco, sendo liderados por Manuel João Vieira.

## Discografia

### Álbuns de estúdio
- Projecto Ena Pá 2000 Project! (LP — 1991)
- Enapália 2000 — (1992)
- És Muita Linda — (1994)
- Opus Gay — (1997)
- 2001 — Odisseia no Chaço — (1999)
- A Luta Continua! — (2004)
- O Álbum Bronco — 2011

### Singles e EP's[2]
- Telephone Call/Pão, Amor e Totobola (single — 1987)
- Doces Penetrações (single — 1996)

### DVD
- Ena Pá 2000 — 20 Anos a Pedalar na Bosta — (2005)

## Projectos paralelos
No projecto Irmãos Catita foram lançados os discos "Very Sentimental" e "Mundo Catita". A solo, Manuel João Vieira lançou o disco "Corações de Atum", sob a designação Lello Minsk & Shegundo Galarza.

## Membros
- Francisco Ferro (Francisco Xavier = Francis Ferrugem = Rei Bonga = Ray Bonga = Chiquito)^ — percussão, congas
- Manuel João Vieira (Lello Marmelo = Orgasmo Carlos = Lello Minsk)^ — (voz e guitarra)
- Luís Desirat (Zé Liquido Rato = Zélito = Joselito Desirato)^ — (bateria)
- Pedro Rijo (Pepe Mijo = Pepito Durex)
- Manuel Duarte (Manuel Anão = Escaravelho da Foz do Arelho = Nelo Vilarinho = Manuel A**as = Manel do Baixo)^ — (baixo)
- João Santos (Juanito Porkys del Mar = Joni Pórkinho — Pão Diospiro)^ — (guitarra)
- Mimi Tavares (Maria Cindy)- (bailarina e coros)
- Suzie Peterson (Cindy Maria) - (bailarina e coros)

(^) Alcunhas